# Lesbia
Lesbia – rodzaj ptaków z podrodziny paziaków (Lesbiinae) w rodzinie kolibrowatych (Trochilidae).

## Zasięg występowania
Rodzaj obejmuje gatunki występujące w Ameryce Południowej (Kolumbia, Wenezuela, Ekwador, Peru i Boliwia).

## Morfologia
Długość ciała 11,6–26 cm (włącznie z ogonem o długości 4,5–18 cm); masa ciała 3,2–5,3 g.

## Systematyka

### Etymologia
- Lesbia: gr. Λεσβιας Lesbias „kobieta z Lesbos”[6].
- Agaclyta: gr. αγακλυτος agaklutos „bardzo wspaniały, znakomity”, od intensywnego przedrostka αγα- aga-; κλυτος klutos „wspaniały, znakomity”, od κλεω kleō „być znakomitym”[7]. Gatunek typowy: Trochilus gouldii Loddiges, 1832[a].
- Psalidoprymna: gr. ψαλις psalis, ψαλιδος psalidos „nożyczki”; πρυμνα prumna „najdalszy” (tj. ogon)[8]. Gatunek typowy: Trochilus victoriae Bourcier & Mulsant, 1846.

### Podział systematyczny
Do rodzaju należą następujące gatunki:
- Lesbia victoriae (Bourcier & Mulsant, 1846) – paziak czarnosterny
- Lesbia nuna (Lesson, 1832) – paziak zielonosterny